# Олдам (Јужна Дакота)
Олдам (енгл. Oldham) град је у америчкој савезној држави Јужна Дакота.

## Демографија
По попису из 2010. године број становника је 133, што је 73 (-35,4%) становника мање него 2000. године.
| Група             | 2000.        | 2010.       |
| Белци             | 206 (100,0%) | 130 (97,7%) |
| Афроамериканци    | 0 (0,0%)     | 0 (0,0%)    |
| Азијати           | 0 (0,0%)     | 0 (0,0%)    |
| Хиспаноамериканци | 0 (0,0%)     | 3 (2,3%)    |
| Укупно            | 206          | 133         |